# Frank Caruso (Jazzmusiker)
Frank Caruso (* 10. Oktober 1948 in Chicago; † 22. April 2019 in Cary (Illinois)) war ein US-amerikanischer Jazzmusiker (Piano, Keyboard, Komposition) und Musikpädagoge.

## Leben und Wirken
Caruso, der aus Chicago stammt, galt als Wunderkind und spielte seit seinem 12. Lebensjahr professionell Klavier. Bis zum Abschluss 1968 studierte er an der DePaul University, um dann bis 1972 als Freiwilliger der US-amerikanischen Navy Band in Washington, DC, anzugehören. 1969 wurde er zu einem Dinner-Konzert im State Department für die ersten Astronauten, die auf dem Mond landeten, verpflichtet. Caruso war weiterhin an der Geburtstagsparty des Weißen Hauses für Duke Ellington beteiligt und spielte für Präsident Nixon, später für Präsident Clinton, Vizepräsident Gore und Senator John McCain. Im Laufe seiner Karriere trat Caruso u. a. mit Künstlern wie Luciano Pavarotti, Henry Mancini, Louie Bellson, Herbie Hancock, Billy Joel, Maynard Ferguson und dem Count Basie Orchestra auf. 
Ferner spielte Caruso mit dem Chicago Symphony in Ravinia und war mit Showbusiness-Größen wie Bob Hope, Steve Lawrence, Eydie Gorme, Red Skelton, Suzanne Sommers, Joan Rivers, Rich Little und Rosemary Clooney aufgetreten. Außerdem gastierte er auf dem Valparaiso Jazz Festival, dem Chicago Jazz Festival und beim Elkhart Jazz Festival auf und trat auch in Theaterproduktionen auf, wie Lord of the Rings. Er schrieb daneben Musik für Werbespots im Radio und Fernsehen, sowie für seine Alben unter eigenem Namen wie Freefall, Mango Tango, Heart of the City oder Songs from the Kingdom of Jazz. In seiner Heimatstadt trat er als Solist auf und spielte mit Musikern wie Mark Colby, Jim Massoth, Jean Laughlin, Diane Delin und dem John Burnett Swing Orchestra. Um 2011 nahm er u. a. mit Eddie Gomez das selbstproduzierte Album Analea auf, mit Standards wie „Stella by Starlight“ und Eigenkompositionen wie „Waltz for Gomez“. Im Bereich des Jazz listete Tom Lord zwischen 1985 und 2011 15 Aufnahmesessions. Zuletzt veröffentlichte er 2017 nach mehreren Quintett-Alben sein Trio-Album Chosen.
Caruso schrieb mit Karl Mollison das Lehrbuch Piano Improvisation: A Powerful, Practical System (2010). Er unterrichtete Jazzpiano zunächst am American Conservatory of Music und an der Roosevelt University, zuletzt am North Central und Elmhurst College und lehrte zudem als Combo-Leiter an der Wheaton North High School. In Zusammenarbeit mit dem Chicago Jazz Magazine initiierte er 2018 die Veranstaltung Conceptual Jazz: Masterclass Blues Piano.

## Diskographische Hinweise
- Freefall (Quaver, 1986)
- Mark Colby/Frank Caruso: Mango Tango (Universal, 1987)
- Mark Colby/Frank Caruso: Heart of the City (1994)
- Jim Massoth/Frank Caruso:  Songs from the Kingdom of Jazz (2008)
- Chosen (2017), mit Eddie Gomez, Bob Rummage